# Bryan Coquard
Bryan Coquard (Saint-Nazaire, 25 aprile 1992) è un ciclista su strada e pistard francese che corre per il team Cofidis. Su pista ha vinto la medaglia d'argento nell'omnium ai Giochi olimpici 2012 e il titolo mondiale 2015 nell'americana, mentre su strada è professionista dal 2013.

## Carriera
Originario dei Paesi della Loira, già tra gli Juniores si aggiudica due medaglie d'oro ai campionati del mondo su pista di categoria, vincendo le gare di omnium nelle edizioni 2009 e 2010, e il titolo europeo 2009 di categoria nello scratch.
Nel 2012 viene selezionato per i Giochi olimpici di Londra, riuscendo a conquistare la medaglia d'argento nella gara dell'omnium, preceduto dal solo Lasse Norman Hansen. Attivo su strada tra gli Under-23 con il team Vendée U già dal 2011, sempre nel 2012 riesce a ottenere sei vittorie, tra cui una tappa al Tour de Berlin, facendo sua anche la medaglia d'argento in linea ai campionati del mondo di Valkenburg.
Nel 2013 passa professionista con il Team Europcar di Jean-René Bernaudeau: durante l'anno vince due tappe all'Étoile de Bessèges e la Châteauroux Classic de l'Indre. Su pista si aggiudica invece il titolo europeo Under-23 nell'americana in coppia con Thomas Boudat. L'anno dopo, sempre in maglia Europcar, si aggiudica altre due tappe all'Étoile de Bessèges, la Route Adélie de Vitré e la Parigi-Camembert.
Nel 2015 è di nuovo in evidenza nelle gare su pista: vince infatti il titolo mondiale nell'americana in coppia con Morgan Kneisky, due titoli nazionali e il titolo europeo nella neo-introdotta corsa a eliminazione. Su strada ottiene quattro vittorie, tra cui la quinta frazione in carriera alla Étoile de Bessèges e una tappa alla Quatre Jours de Dunkerque.

## Palmarès

### Strada
- 2011 (Vendée U, una vittoria)

Jard-Les Herbiers
- 2012 (Vendée U, sei vittorie)

1ª tappa Circuit des Plages Vendéennes
5ª tappa Tour de Berlin (Berlino > Berlino)
4ª tappa Tour des Deux-Sèvres
Grand Prix Cristal Energie
Grand Prix de Plouay
4ª tappa Tour de Moselle
- 2013 (Team Europcar, sei vittorie)

2ª tappa Étoile de Bessèges (Nîmes > Les Fumades)
4ª tappa Étoile de Bessèges (Sabran > Pont-Saint-Esprit)
8ª tappa Tour de Langkawi (Kuala Terengganu > Tanah Merah)
9ª tappa Tour de Langkawi (Pasir Puteh > Kuala Berang)
2ª tappa Tour de Picardie (Oisemont > Bailleul-sur-Thérain)
Châteauroux Classic de l'Indre
- 2014 (Team Europcar, cinque vittorie)

3ª tappa Étoile de Bessèges (Bessèges > Bessèges)
4ª tappa Étoile de Bessèges (Goudargues > Laudun)
Route Adélie de Vitré
Parigi-Camembert
1ª tappa Tour de Picardie (Fort-Mahon > Estrées-Saint-Denis)
- 2015 (Team Europcar, quattro vittorie)

3ª tappa Étoile de Bessèges (Bessèges > Bessèges)
1ª tappa Quatre Jours de Dunkerque (Dunkerque > Orchies)
2ª tappa Route du Sud (Auch > Saint-Gaudens)
4ª tappa Route du Sud (Revel > Gaillac)
- 2016 (Direct Énergie, tredici vittorie)

1ª tappa Étoile de Bessèges (Bellegarde > Beaucaire)
2ª tappa Étoile de Bessèges (Nîmes > Méjannes-le-Clap)
Route Adélie de Vitré
2ª tappa, 1ª semitappa Circuit de la Sarthe (Saint-Mars-la-Jaille > Angers)
1ª tappa Quatre Jours de Dunkerque (Dunkerque > Gravelines)
2ª tappa Quatre Jours de Dunkerque (Aniche > Aniche)
3ª tappa Quatre Jours de Dunkerque (Béthune > Saint-Pol-sur-Ternoise)
Classifica generale Quatre Jours de Dunkerque
Prologo Boucles de la Mayenne (Laval, cronometro)
2ª tappa Boucles de la Mayenne (Laval > Villaines-la-Juhel)
Classifica generale Boucles de la Mayenne
1ª tappa Route du Sud (Saint-Pons-de-Thomières > Bessières)
2ª tappa Route du Sud (Saint-Pierre-de-Trivisy > Albi)
- 2017 (Direct Énergie, cinque vittorie)

5ª tappa Volta a la Comunitat Valenciana (Valencia > Valencia)
4ª tappa Vuelta a Andalucía (La Campana > Siviglia)
2ª tappa Circuit de la Sarthe (Ligné > Angers)
5ª tappa Circuit de la Sarthe (Abbaye de l'Épau > Saint-Calais)
5ª tappa Giro del Belgio (Lochristi > Knokke-Heist)
- 2018 (Vital Concept Cycling Club, tre vittorie)

1ª tappa Tour of Oman (Nizwa > Sultan Qaboos University)
4ª tappa Quatre Jours de Dunkerque (Dainville > Mont-Saint-Éloi)
5ª tappa Giro del Belgio (Landen > Tongeren)
- 2019 (Vital Concept-B&B Hotels, otto vittorie)

1ª tappa Étoile de Bessèges (Bellegarde > Beaucaire)
2ª tappa Circuit de la Sarthe (Freigné > Belligné)
4ª tappa Quatre Jours de Dunkerque (Fort-Mahon-Plage > Le Portel)
Grote Prijs Marcel Kint
3ª tappa Boucles de la Mayenne (Cossé-le-Vivien > Laval)
5ª tappa Giro del Belgio (Tongeren > Beringen)
Grand Prix Pino Cerami
2ª tappa Arctic Race of Norway (Henningsvær > Svolvær)
- 2020 (Vital Concept-B&B Hotels, una vittoria)

1ª tappa Route d'Occitanie (Saint-Affrique > Cazouls-lès-Béziers)
- 2022 (Cofidis, tre vittorie)

2ª tappa Étoile de Bessèges (Saint-Christol-lès-Alès > Rousson)
2ª tappa Tour de la Provence (Arles > Manosque
1ª tappa Tour de Vendée (La Roche-sur-Yon > La Roche-sur-Yon)
- 2023 (Cofidis, tre vittorie)

4ª tappa Tour Down Under (Port Willunga > Willunga Township)
1ª tappa Région Pays de la Loire Tour (Saint-Père-en-Retz > Saint-Gilles-Croix-de-Vie)
3ª tappa Région Pays de la Loire Tour (Baugé-en-Anjou > Mayenne)
- 2024 (Cofidis, una vittoria)

2ª tappa Giro di Svizzera (Vaduz > Regensdorf)
- 2025 (Cofidis, una vittoria)

4ª tappa Tour Down Under (Glenelg > Victor Harbor)

#### Altri successi
- 2013 (Team Europcar)

Classifica a punti Étoile de Bessèges
- 2015 (Team Europcar)

Classifica a punti Route du Sud
Classifica a punti Quatre Jours de Dunkerque
Classifica giovani Quatre Jours de Dunkerque
- 2016 (Direct Énergie)

Classifica a punti Étoile de Bessèges
Classifica a punti Quatre Jours de Dunkerque
Classifica giovani Quatre Jours de Dunkerque
Classifica a punti Boucles de la Mayenne
- 2017 (Direct Énergie)

Classifica a punti Circuit de la Sarthe
- 2019 (Vital Concept - B&B Hotels)

Classifica a punti Circuit de la Sarthe
Classifica a punti Tour de Wallonie

### Pista
- 2009

Campionati del mondo, Omnium Juniors
Campionati europei, Scratch Juniors
- 2010

Campionati del mondo, Omnium Juniors
Campionati francesi, Inseguimento individuale Juniors
- 2011

Campionati francesi, Scratch
Campionati francesi, Inseguimento a squadre (con Benoît Daeninck, Damien Gaudin, Julien Morice e Morgan Lamoisson)
- 2012

Coppa del mondo 2011-2012, Omnium
Campionati francesi, Omnium
Campionati francesi, Americana (con Morgan Lamoisson)
- 2013

Campionati europei Juniores & U23, Americana Under-23 (con Thomas Boudat)
- 2015

Campionati del mondo, Americana (con Morgan Kneisky)
Campionati francesi, Americana (con Thomas Boudat)
Campionati francesi, Inseguimento a squadre (con Thomas Boudat, Julien Morice e Bryan Nauleau)
Campionati europei, Corsa a eliminazione
- 2019

Belgian Track Meeting, Americana (con Adrien Garel)
Belgian Track Meeting, Omnium
Campionati europei, Corsa a punti

## Piazzamenti

### Grandi Giri
- Tour de France

2014: 104º
2015: 110º
2016: 113º
2020: 122º
2021: fuori tempo massimo (9ª tappa)
2023: 98º
2024: 104º
2025: non partito (14ª tappa)
- Vuelta a España

2022: non partito (17ª tappa)
2023: non partito (5ª tappa)
2024: non partito (8ª tappa)

### Classiche monumento
- Milano-Sanremo

2014: ritirato
2022: 37º
2023: 56º
- Giro delle Fiandre

2017: 65º
2018: ritirato
2020: ritirato
2021: ritirato

### Competizioni mondiali
- Campionati del mondo su pista

Mosca 2009 - Omnium Juniors: vincitore
Montichiari 2010 - Omnium Juniors: vincitore
Montichiari 2010 - Scratch Juniors: 2º
Apeldoorn 2011 - Omnium: 8º
Melbourne 2012 - Omnium: 8º
Melbourne 2012 - Americana: 9º
St. Quentin-en-Yv. 2015 - Inseguimento a squadre: 7º
St. Quentin-en-Yv. 2015 - Americana: vincitore
Pruszków 2019 - Inseguimento a squadre: 16º
Pruszków 2019 - Americana: 6º
Berlino 2020 - Corsa a punti: 8º
- Campionati del mondo su strada

Limburgo 2012 - In linea Under-23: 2º
Glasgow 2023 - In linea Elite: ritirato
Glasgow 2023 - Staffetta: 2º
- Giochi olimpici

Londra 2012 - Omnium: 2º

### Competizioni europee
- Campionati europei su pista

Minsk 2009 - Scratch Juniores: vincitore
Minsk 2009 - Inseguimento a squadre Juniores: 3º
San Pietroburgo 2010 - Americana Juniores: 3º
San Pietroburgo 2010 - Scratch Juniores: 3º
San Pietroburgo 2010 - Inseguimento a squadre Juniores: 3º
Anadia 2011 - Americana Under-23: 5º
Anadia 2011 - Omnium Under-23: 4º
Apeldoorn 2011 - Omnium: 2º
Anadia 2012 - Corsa a punti Under-23: 2º
Anadia 2012 - Americana Under-23: 8º
Anadia 2012 - Omnium Under-23: 2º
Panevėžys 2012 - Corsa a punti: 10º
Anadia 2013 - Inseguimento a squadre Under-23: 2º
Anadia 2013 - Americana Under-23: vincitore
Anadia 2013 - Scratch Under-23: 2º
Grenchen 2015 - Americana: 3º
Grenchen 2015 - Corsa a eliminazione: vincitore
Apeldoorn 2019 - Scratch: 6º
Apeldoorn 2019 - Corsa a punti: vincitore
Apeldoorn 2019 - Corsa a eliminazione: 2º
- Campionati europei su strada

Ankara 2010 - In linea Junior: 2º
Goes 2012 - In linea Under-23: 17º
Herning 2017 - In linea Elite: 14º
Glasgow 2018 - In linea Elite: 50º
Alkmaar 2019 - In linea Elite: ritirato
Monaco di Baviera 2022 - In linea Elite: 97º